# Трансъевропейская транспортная сеть
Трансъевропейская транспортная сеть (TEN-T) — планирующаяся с целью соединить Европу с запада на восток и с севера на юг сеть автодорог, железных дорог, аэропортов и водных инфраструктур в Европейском Союзе.

## История
Изначально Трансъевропейская транспортная сеть была просто инструментом финансирования для крупных проектов. В настоящее время это транспортная политика, которая направлена на достижение долгосрочных целей ЕС – обеспечить мобильность при условии эффективного использования ресурсов и снижения выбросов углекислого газа.
Для проекта планируется построить следующие коридоры:
Коридоры Восток-Запад:
- Северное море—Балтика (Rail Baltica)
- Средиземноморский
- Рейн—Дунай

Диагональные коридоры:
- Балтика—Адриатика
- Северное море—Средиземное море
- Средневосточный
- Атлантический

Коридоры Север-Юг:
- Скандинавия—Средиземное море
- Рейн—Альпы

Транспортный коридор является сложной системой, которая включает в себя несколько видов транспорта и ответвлений от основной магистрали. В будущем ожидается значительное развитие транспорта и транспортной инфраструктуры на базе мультимодальных европейских коридоров. Каждый коридор включает как минимум три вида транспорта, имеет как минимум два трансграничных участка и соединяет не менее трех государств.
На базе девяти вышеуказанных коридоров к 2030 году будет построена полная базовая транспортная сеть. Это создаст предпосылки для существенного экономического роста ЕС в связи с сокращением времени на пассажирские и грузовые перевозки, увеличением потока пассажиров и грузооборота, а также пропускной способности транспортных сетей.
Если всё будет реализовано успешно, то уже в 2050 году поездка по Европейскому Союзу будет занимать в среднем полчаса, а новая транспортная сеть соединит 94 порта, 38 аэропортов, а также 15 тысяч километров модернизированных скоростных железных дорог.